# Слободенюк, Григорий Афанасьевич
Григорий Афанасьевич Слободенюк (13.12.1925, Житомирская область — 26.10.2005, Москва) — автоматчик разведывательной роты 17-й гвардейской Краснознамённой ордена Суворова механизированной бригады 6-го гвардейского механизированного корпуса 4-й танковой армии 1-го Украинского фронта, гвардии младший сержант. Герой Советского Союза.

## Биография
Родился 13 декабря 1925 года в селе Приветов ныне Любарского района Житомирской области в крестьянской семье. Член КПСС с 1954 года. В 1939 году окончил семь классов. Работал лесорубом леспромхоза города Игарка Красноярского края.
В мае 1943 года призван в ряды Красной Армии. В боях Великой Отечественной войны с марта 1944 года. Воевал на Белорусском и 1-м Украинском фронтах. Был трижды ранен.
Указом Президиума Верховного Совета СССР от 10 апреля 1945 года за героизм и мужество, проявленные в боях за захват и удержание плацдарма на Одере, гвардии младшему сержанту Григорию Афанасьевичу Слободенюку присвоено звание Героя Советского Союза с вручением ордена Ленина и медали «Золотая Звезда».
После окончания Великой Отечественной войны старшина Г. А. Слободенюк демобилизовался. Жил в городе-герое Москве. Работал заведующим испытательной группой в Государственном научно-исследовательском институте машиноведения. Скончался 26 октября 2005 года. Похоронен на Введенском кладбище (12 уч.).
Награждён орденами Ленина, Отечественной войны 1-й степени, Красной Звезды, Славы 3-й степени, медалями.